# ヘスター・グレンヴィル (初代テンプル女伯爵)
初代テンプル女伯爵および第2代コバム女子爵ヘスター・グレンヴィル（英語: Hester Grenville, 1st Countess Temple, 2nd Viscountess Cobham、1690年頃 – 1752年10月6日）は、イギリスの貴族。旧姓テンプル（Temple）。

## 生涯
第3代準男爵リチャード・テンプルの娘（後に共同相続人）として生まれた。1710年11月25日、リチャード・グレンヴィルと結婚、5男1女をもうけた。
- リチャード（1711年 – 1779年） - 第2代テンプル伯爵、庶民院議員
- ジョージ（1712年 – 1770年） - イギリス首相。エリザベス・ウィンダム（Elizabeth Wyndham）と結婚、子供あり
- ジェームズ（英語版）（1715年 – 1783年） - 庶民院議員。メアリー・スミス（Mary Smyth）と結婚、子供あり
- ヘンリー（英語版）（1717年 – 1784年） - 庶民院議員。マーガレット・エレノア・バンクス（Margaret Eleanor Banks）と結婚、子供あり
- トマス（英語版）（1719年 – 1747年） - 庶民院議員、イギリス海軍軍人。第一次フィニステレ岬の海戦で致命傷を負い戦死。生涯未婚
- ヘスター（1720年 – 1803年） - 大ピットと結婚、小ピットなど子供あり。大ピットと小ピットは後にイギリス首相を務めた[1]

初代コバム子爵リチャード・テンプルの妹にあたり、1749年9月にコバム子爵が死去するとその爵位を継承した。同年10月18日、テンプル女伯爵に叙された（夫リチャードは1727年に死去していた）。コバム子爵は妹への継承を定めるにあたって、もう1人の妹ペネロープ（Penelope）、姉マリアとリチャード・ウェストの息子テンプル・ウェストとギルバート・ウェストを継承権者から除外した。
1752年に死去、長男リチャードは爵位を継承するとともに姓に母の旧姓テンプルを付け加えた。